# DTU Fysik
DTU Fysik er et institut på Danmarks Tekniske Universitet ved Kongens Lyngby, der beskæftiger sig med fysik og særligt forsker i bæredygtig energi, materialer, kvanteteknologi og biofysik. Instituttet holder til i bygning 307, 309 og 312.
Instittutet er opdelt i følgende sektioner:
- Overfladefysik og katalyse (SURFCAT)
- Catalysis Theory Center (CATTHEORY)
- Kvantemekanisk Materialedesign (CAMD)
- Plasmafysik og Fusionsenergi (PPFE)
- Kvantefysik og informationsteknologi (QPIT)
- Nanoscale materialer og devices (NANOMADE)
- Materialefysik og Storskalafaciliteter (NEXMAP)
- Biofysik og fluider (FLUIDS)
- Strålingsfysik (RADPHYS)

Jane Hvolbæk Nielsen er institutdirektør.
I januar 2021 var der i alt 20 professorer tilknyttet instituttet; Jakob Schiøtz, Henrik Bruus, Stig Helveg, Antti-Pekka Jauho, Henning Friis Poulsen, Mads Brandbyge, Cathrine Frandsen, Karsten Wedel Jacobsen, Susan Stipp, Peter Christian Kjærgaard Vesborg, Peter Bøggild, Ib Chorkendorff, Martin Meedom Nielsen, Jens Kehlet Nørskov, Volker Naulin, Kristian Sommer Thygesen, Ulrik Lund Andersen, Tomas Bohr og Jens Juul Rasmussen (professor emeritus).